# SEW Eurodrive

Официальный логотип компании

SEW-EURODRIVE — международный немецкий концерн электроприводной техники, одна из ведущих компаний на мировом рынке в этой отрасли. Штаб-квартира корпорации расположена в Брухзале, Германия. Компания, основанная в 1931 году, сейчас насчитывает более 17000 сотрудников по всему миру, представлена сетью из 16 производств и 80 сборочных предприятий в 50 странах мира.
Компания производит мотор-редукторы, редукторы, двигатели, преобразователи частоты, компоненты и комплексные решения для децентрализованного электропривода, а также индивидуально спроектированные приводные решения.Компания SEW-EURODRIVE известна тем, что в 60-х годах XX века здесь была изобретена модульная система мотор-редукторов. Данная система позволяет составить миллионы комбинаций мотор-редуктора для решения любых задач привода.
АО «СЕВ-ЕВРОДРАЙФ» - дочерняя структура компании, работает в России с 1993 года. В состав компании в России входят два сборочных и сервисных центра в Санкт-Петербурге и в Хабаровске, а также семь технических офисов, расположенных во многих регионах России - в Москве, Краснодаре, Тольятти, Екатеринбурге, Перми, Новосибирске и в Иркутске.  
Свою историю компания ведёт с 1931 года, когда Christian Pähr основал Süddeutsche Elektromotoren-Werke (SEW).  

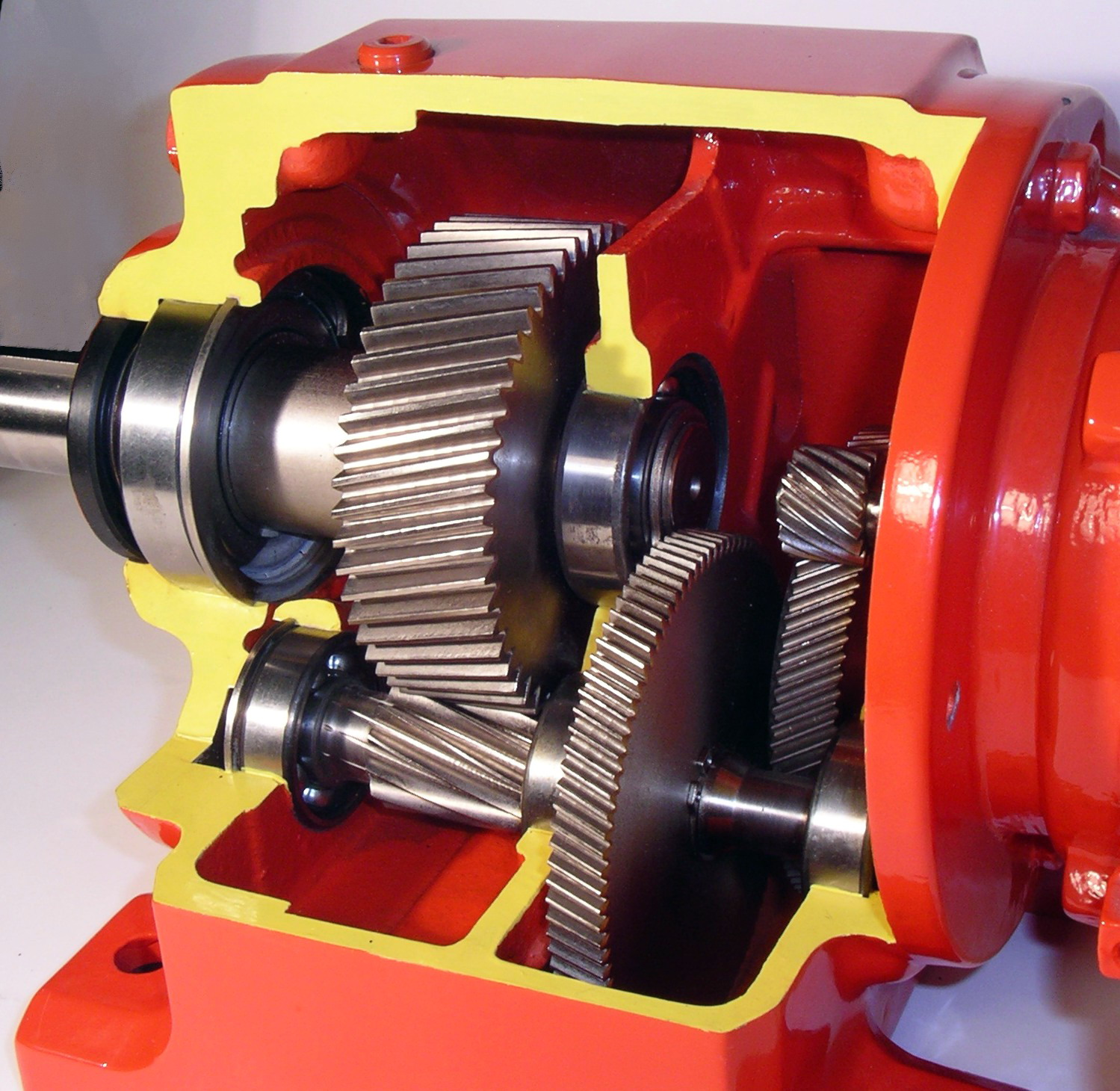
Соосно-цилиндрический мотор-редуктор SEW-Eurodrive

В 2015 году, в апреле, был открыт сборочно-сервисный центр в г. Алматы, Казахстан. 
19 мая 2015 г. в городе Каркилла, Финляндия, открылся новый завод по производству индустриальных редукторов ТМ SEW-EURODRIVE. 